# Namíbia
Namíbia, oficialmente República da Namíbia (em inglês:  Republic of Namibia; em alemão:  Republik Namibia) é um país da África Austral limitado a norte por Angola e Zâmbia, a leste pelo Botsuana, a sul pela África do Sul e a oeste pelo oceano Atlântico. Embora não faça fronteira com o Zimbábue, menos de 200 metros da fronteira com a Zâmbia e Botsuana separa-os em seus pontos mais próximos. O país ganhou a independência da África do Sul em 21 de março de 1990, após a Guerra de Independência da Namíbia. Sua capital e maior cidade é Vinduque. A Namíbia é um país membro da Organização das Nações Unidas (ONU), da Comunidade para o Desenvolvimento da África Austral (SADC), da União Africana (UA) e da Comunidade das Nações (Commonwealth).
O território da Namíbia foi habitado desde os tempos antigos pelos povos coissãs, damaras e namas, com uma notável imigração de bantos a partir do século XIV, no que ficou conhecido como Expansão Banta. A maior parte do território tornou-se um protetorado do Império Alemão em 1884, tendo permanecido como colônia alemã até o final da Primeira Guerra Mundial. Em 1920, a Liga das Nações transferiu sua administração para a África do Sul, que impôs suas leis ao novo território e, consequentemente, sua política de Apartheid a partir de 1948. O porto de Walvis Bay e as Ilhas do Pinguim, que haviam sido anexadas pela Colônia do Cabo sob a coroa britânica em 1878, tornaram-se parte integrante da nova União Sul-Africana em sua criação em 1910.
As crescentes demandas levantadas por líderes africanos levaram a ONU a assumir a responsabilidade direta sobre o território do país. Assim, a Organização do Povo do Sudoeste Africano (SWAPO) foi reconhecida como representante oficial do povo da Namíbia em 1973. A Namíbia, no entanto, permaneceu sob a administração da África do Sul durante este tempo, sendo administrada como África do Sul-Oeste. Após guerrilhas e conflitos internos, com grande participação da SWAPO, a África do Sul instalou uma administração interina na Namíbia em 1985. Cinco anos depois, em 21 de março de 1990, a Namíbia obteve a independência total da África do Sul, com exceção de Walvis Bay e as Ilhas do Pinguim, que permaneceram sob controle sul-africano até 1994.
Com uma população de 2,1 milhões de habitantes, o país é um dos menos povoados do mundo. Seu regime político consiste numa democracia parlamentarista multipartidária, tendo Nangolo Mbumba, da SWAPO, como presidente desde fevereiro de 2024. A agricultura, o turismo e a indústria de mineração — incluindo a mineração de diamantes, urânio, ouro, prata e metais comuns — formam a base da economia da Namíbia.

## Etimologia
O topônimo Namíbia é a denominação que a Assembleia Geral da ONU adotou em 1968, para o ex-Sudoeste Africano (em língua inglesa South-West Africa, em língua alemã Südwestafrika, em língua africânder Suidwes-Afrika e em língua francesa Sud-Ouest africain). Namíbia é derivado do nome do deserto do Namibe, e que significa "área onde ali não há mais nada".

## História

### Povos nativos, exploração, colonização e ocupação sul-africana

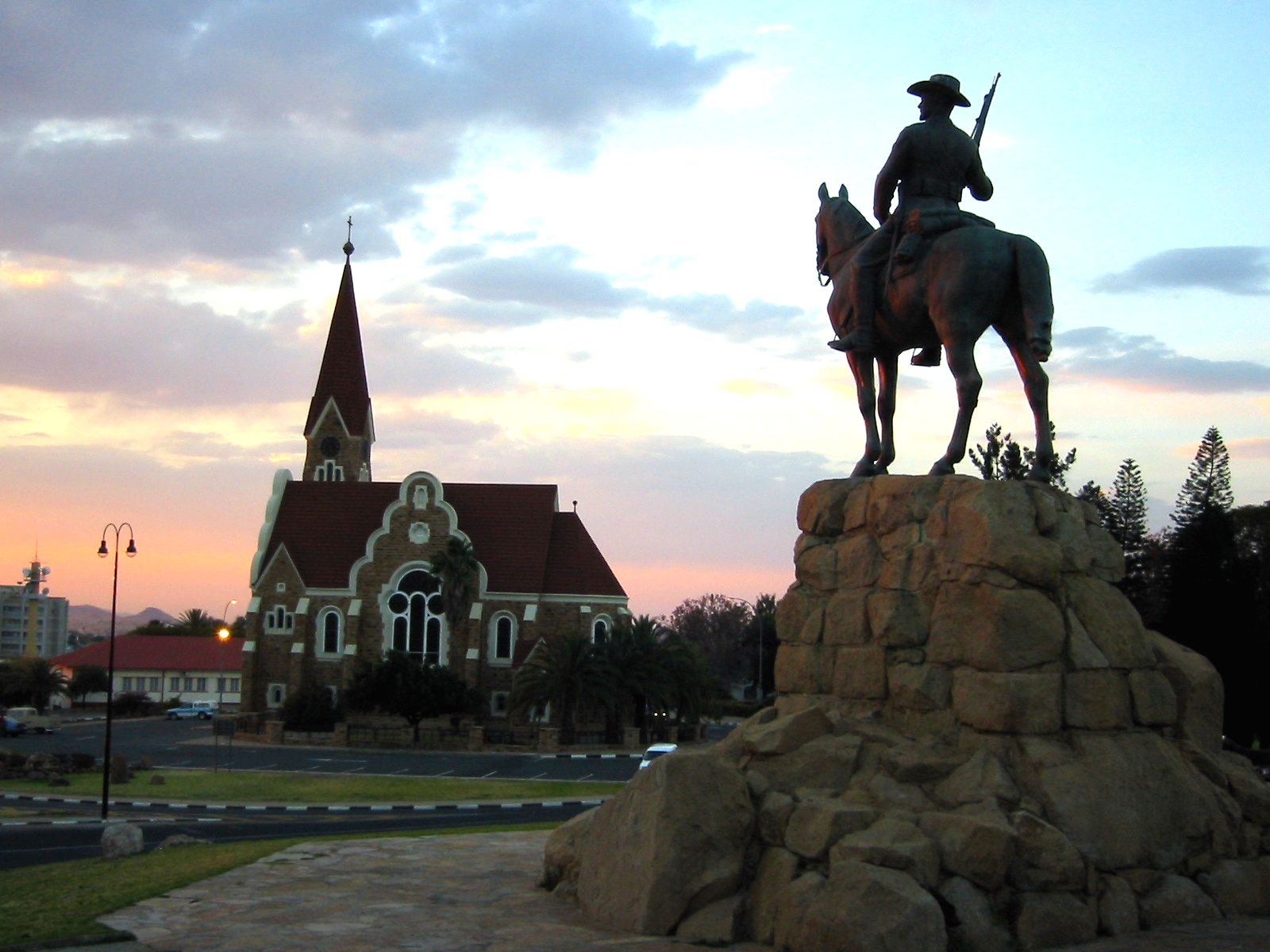
Igreja alemã e um monumento para os colonos em Vinduque

Anteriormente à época em que chegaram os colonizadores que vieram da Europa, o território foi área de ocupação dos povos san, bem como os hereros, falantes do banto. No final dos anos 1480, os navegadores que vieram de Portugal foram os exploradores das regiões costeiras de Cape Cross, Walvis Bay e Dias Point. Séculos depois, exploradores que vieram do Reino Unido e dos Países Baixos foram os ocupantes do território.
Em 1884, a Alemanha foi o país estabelecedor na região de um protetorado denominado Sudoeste Africano, porém, os colonizadores que vieram do Reino Unido foram o povo retentor de um enclave de importância no qual era incluído o porto de Walvis Bay. O território ficou sob domínio dos alemães até que se iniciou a 1.ª Guerra Mundial, em 1915, quando as tropas do Reino Unido com base na África do Sul ocuparam a região.
Durante a ocupação alemã, a partir do ano de 1904, a Alemanha lançou uma campanha de extermínio das populações indígenas da Namíbia, os Hererós e os Namaquas, que acarretou no extermínio de mais da metade de cada um dos povos, por meio de inanição e envenenamento de poços. A campanha foi lançada como uma resposta a revoltas contra a ocupação alemã. O genocídio, que durou até o ano de 1907, é considerado como o primeiro genocídio do século XX, e alguns historiadores argumentam que serviu como inspiração para os genocídios perpetrados pela Alemanha Nazista, em particular o Holocausto.
No mês de janeiro de 1921, a Liga das Nações deu uma outorga à África do Sul para administrar o Sudoeste Africano. Em 1946, a África do Sul fez uma solicitação à Organização das Nações Unidas (ONU) para autorizar a plenitude de incorporar o território. A ONU deu veto a essa pretensão e, depois de discutir muito, deu voto, em 1964, para extinguir o mandato sul-africano acima do território. Ainda em 1966, a Organização do Povo do Sudoeste Africano (South West Africa People's Organization) deu início a uma luta com armas contra a ocupação sul-africana.

### Lutas pela independência e emancipação política
Em 1968, a ONU foi a organização internacional reconhecedora da denominação Namíbia que designa o país até hoje. Anos depois, o Conselho de Segurança da ONU e o Tribunal Internacional de Justiça da ONU fizeram uma declaração de ilegalidade à África do Sul presente na Namíbia; entretanto, o poder executivo da África do Sul, pelo qual foi englobado o território como província do país a que pertencia, ignorou a resolução. Na metade dos anos 1970, a África do Sul fez uma proposta de divisão da Namíbia, mas não foi aceita pela Swapo. Depois de guerrear por uma grande quantidade de anos, em 1988, a África do Sul entrou em acordo com Angola para tornar independente a Namíbia, esta última deixada pelos sul-africanos em 1989, depois de concordarem com o surgimento do novo país desértico. Um ano depois, pela Swapo foi conseguida força majoritária na nova Assembleia Constituinte e, em 21 de março de 1990, a Namíbia finalmente declarou-se totalmente independente, durante a eleição do presidente Samuel Nujoma, líder da Swapo, com governo que se compunha de membros da organização popular. Em 1994, a África do Sul faz uma devolução à Namíbia do porto principal de Walvis Bay. Nujoma reelegeu-se em 1994 e em 1999.

### Século XXI
Em 2004, o governista Hifikepunye Pohamba foi declarado vencedor da eleição presidencial. Em 2005, o governo deu início a uma reforma agrária, comprando terras dos brancos para fazer uma redistribuição a 250 mil lavradores negros, mas ela teve um pequeno avanço. Os brancos são detentores de uma quantidade superior à metade da grandeza das 4 mil fazendas, quantidade superior à 50% da terra arável.
Em dezembro de 2009, Pohamba reelegeu-se, com 76,4 da maioria absoluta dos votos válidos, e a força majoritária da Swapo foi mantida no poder legislativo, composto pelo Conselho Nacional, com 26 membros, e pela Assembleia Nacional com até 78 membros.
Em 2011, a Alemanha entregou à Namíbia o que restou dos antepassados hererós e namas, que os alemães levaram para fazer experiências de racismo nos primeiros anos do século XX. O governo da Alemanha cometeu a evasão fiscal por mais que tivesse reparado os resquícios arqueológicos dos primeiros habitantes do país africano.
Em julho de 2012, foram anunciados os planos governamentais de exploração de um grande aquífero no norte do país. No país de maior secura da África Subsaariana, a Namíbia, a pior estiagem foi enfrentada em três décadas. Em maio, foi declarado estado de emergência e foram pedidos US$ 33,7 milhões em ajuda internacional.
Em 2024, a Namíbia elegeu sua primeira mulher presidente, Netumbo Nandi-Ndaitwah, que assumiu a presidência em 21 de março de 2025. Ela se elegeu por meio do partido Organização do Povo do Sudoeste Africano.

## Geografia

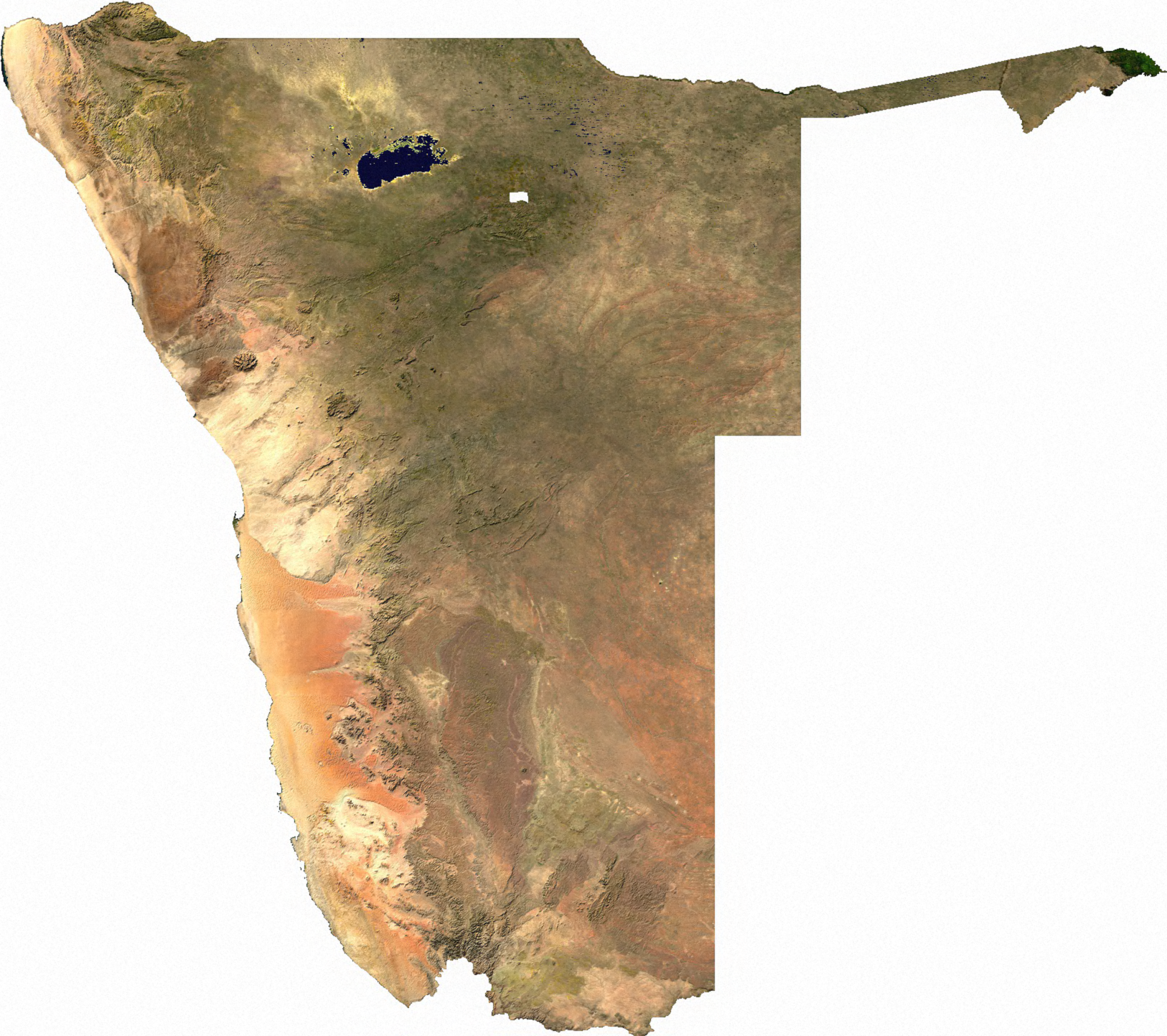
Imagem de satélite do território do país.

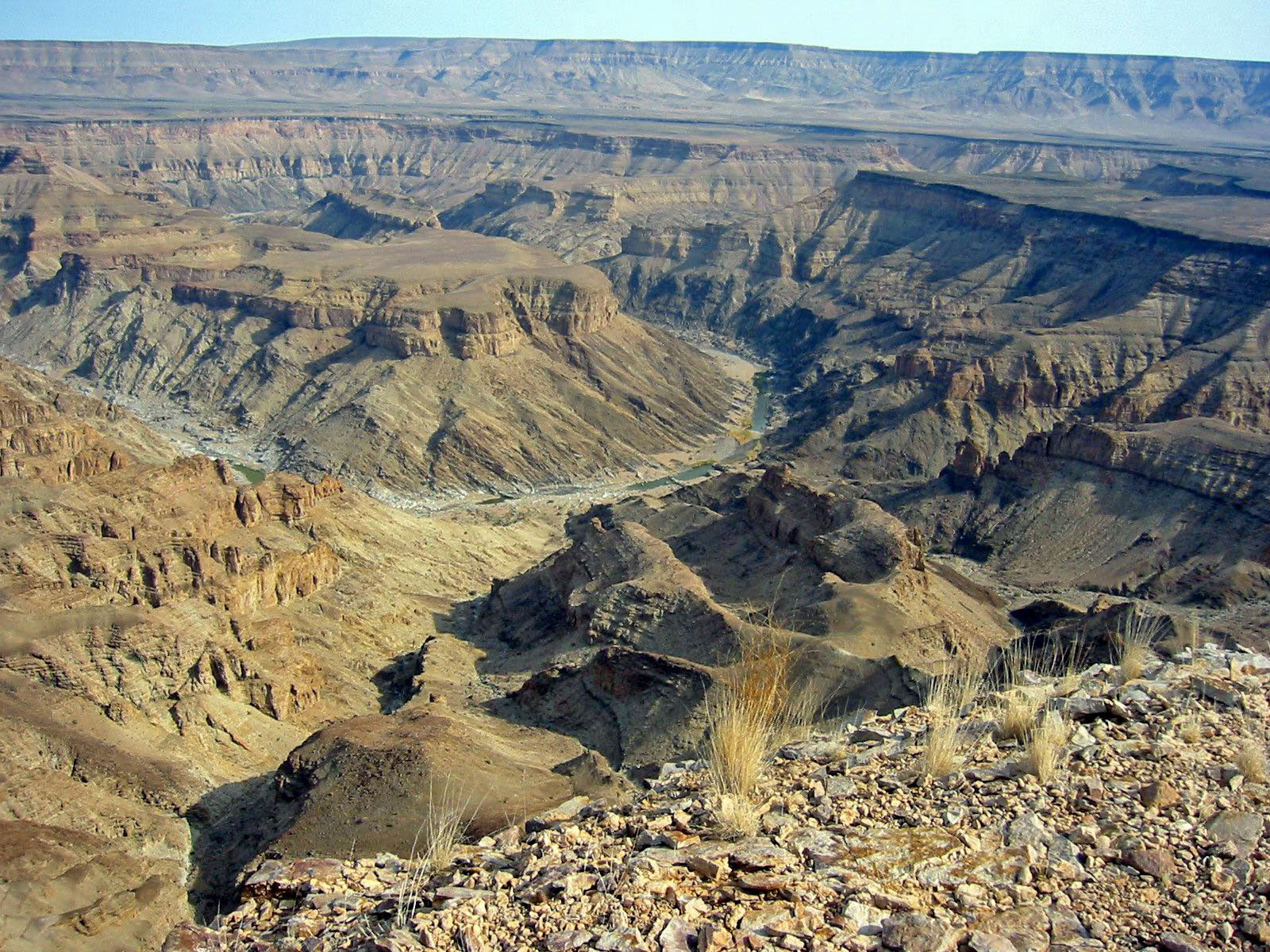
Desfiladeiro do rio Fish.

Com 825 615 quilômetros quadrados, a Namíbia é 34º maior país do mundo (depois da Venezuela). Encontra-se principalmente entre as latitudes 17 ° e 29 ° S (uma pequena área fica ao norte de 17 °) e longitudes 11 ° e 26 ° E. O país está situado entre os desertos do Namibe e Kalahari, sendo a nação com menor índice pluviométrico da África subsariana.
A paisagem consiste principalmente de cinco áreas geográficas, cada uma com condições abióticas características e vegetação com alguma variação e sobreposição entre elas: o Planalto Central, o deserto de Namib, a Grande Escarpa, o Bushveld e o deserto de Kalahari. O deserto do Namibe é uma vasta extensão de planaltos de cascalho hiper-áridos e dunas que se estende ao longo de toda costa da Namíbia.
O deserto de Kalahari, uma região árida compartilhada com África do Sul e Botsuana, é uma das características geográficas mais bem conhecidas da Namíbia. O Kalahari, apesar de ser popularmente conhecido como um deserto, tem uma variedade de ambientes, incluindo alguns localizados em áreas verdejantes e tecnicamente não desérticas. Um deles, conhecido como o Succulent Karoo, é o lar de mais de 5 mil espécies de plantas, quase metade delas endêmicas; aproximadamente 10% das suculentas do mundo são encontradas no Karoo. A razão por trás dessa alta produtividade e endemismo pode ser a natureza relativamente estável das chuvas.
O costeiro deserto da Namíbia é um dos desertos mais antigos do mundo. Suas dunas de areia, criadas pelos fortes ventos terrestres, são as mais altas do planeta. Devido à localização do seu litoral — no ponto onde a água fria do Atlântico chega à África — muitas vezes há nevoeiro extremamente denso. A Namíbia tem ricos recursos marinhos e costeiros que permanecem largamente inexplorados.

### Clima

Mapa da Namíbia de acordo com a classificação climática de Köppen.

A Namíbia tem um clima classificado como subúmido (média de chuvas acima dos 500 milímetros/ano), semiárido (entre 300 e 500 mm) e árido (150–300 mm), até os planaltos costeiros hiperáridos, com média de menos de 100 milímetros. As temperaturas máximas são limitadas pela altitude total de toda a região: apenas no extremo sul, em Warmbad por exemplo, as médias registradas são de 40 °C. Normalmente, zonas subtropicais de alta pressão, com céu claro frequentes, oferecem mais de 300 dias de sol por ano ao país. O inverno (junho-agosto) é geralmente seco. A estação chuvosa ocorre no verão, sendo um pequeno período de chuvas entre setembro e novembro e um maior entre fevereiro e abril. A umidade é baixa e a precipitação média varia de quase zero no deserto costeiro a mais de 600 mm na Faixa de Caprivi. A precipitação é altamente variável, no entanto, secas são comuns. A última, com precipitações muito abaixo da média anual, ocorreu no verão de 2006/07.
O clima na zona costeira é dominado pelo frio, sendo que a Corrente de Benguela no Oceano Atlântico traz baixa precipitação (50 mm por ano ou menos), denso nevoeiro frequente e temperaturas em geral mais baixas do que no resto do país. No inverno, ocasionalmente, ocorre uma condição conhecida como Bergwind (alemão: brisa de montanha) ou Oosweer (africâner: tempo leste), um vento quente e seco que sopra do interior para o litoral. Como a área atrás da costa é um deserto, estes ventos podem evoluir para tempestades de areia, sendo que depósitos de areia no Oceano Atlântico são visíveis em imagens de satélite.
Por ser o país mais seco em África subsariana, a Namíbia depende, em grande parte, de águas subterrâneas. Com uma precipitação média de cerca de 350 milímetros por ano, a maior precipitação ocorre na Faiza do Caprivi no nordeste (cerca de 600 mm por ano) e diminui em direção oeste e sudoeste, até tão pouco quanto 50 mm anuais, ou menos, no litoral. Os únicos rios perenes são encontrados nas fronteiras nacionais com África do Sul, Angola e Zâmbia e na fronteira com Botsuana, no Caprivi. No interior, as águas superficiais estão disponíveis apenas nos meses do verão, quando os rios inundam após chuvas excepcionais. Caso contrário, a água de superfície é restrita a algumas grandes barragens de retenção e represamento. Assim, quando as pessoas não vivem perto de rios perenes ou fazem uso das barragens de armazenamento, elas dependem de águas subterrâneas para prover suas necessidades hídricas.

## Demografia

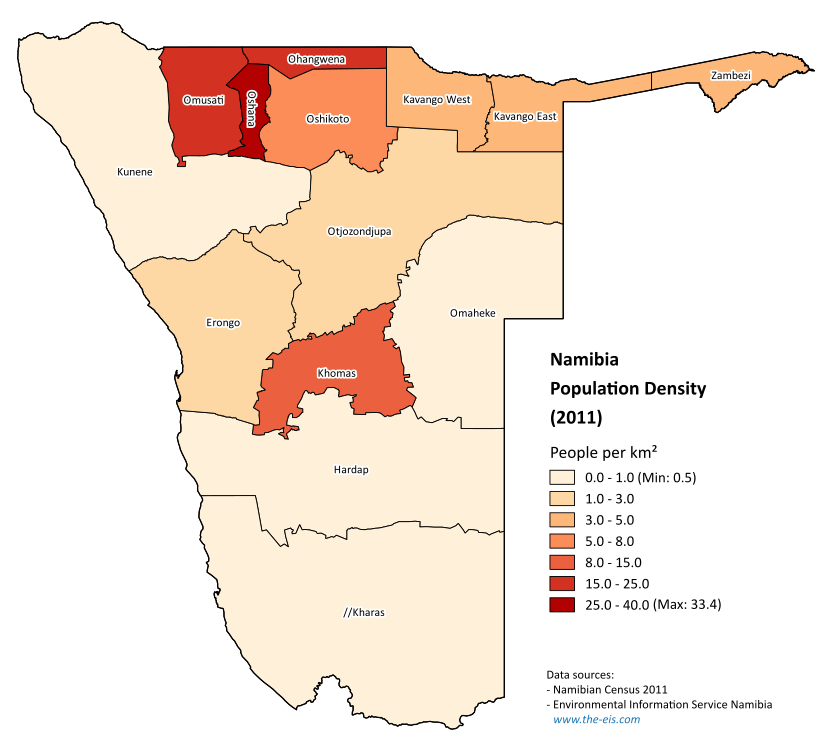
Densidade populacional por província.

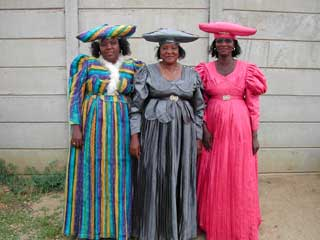
Mulheres hererós.

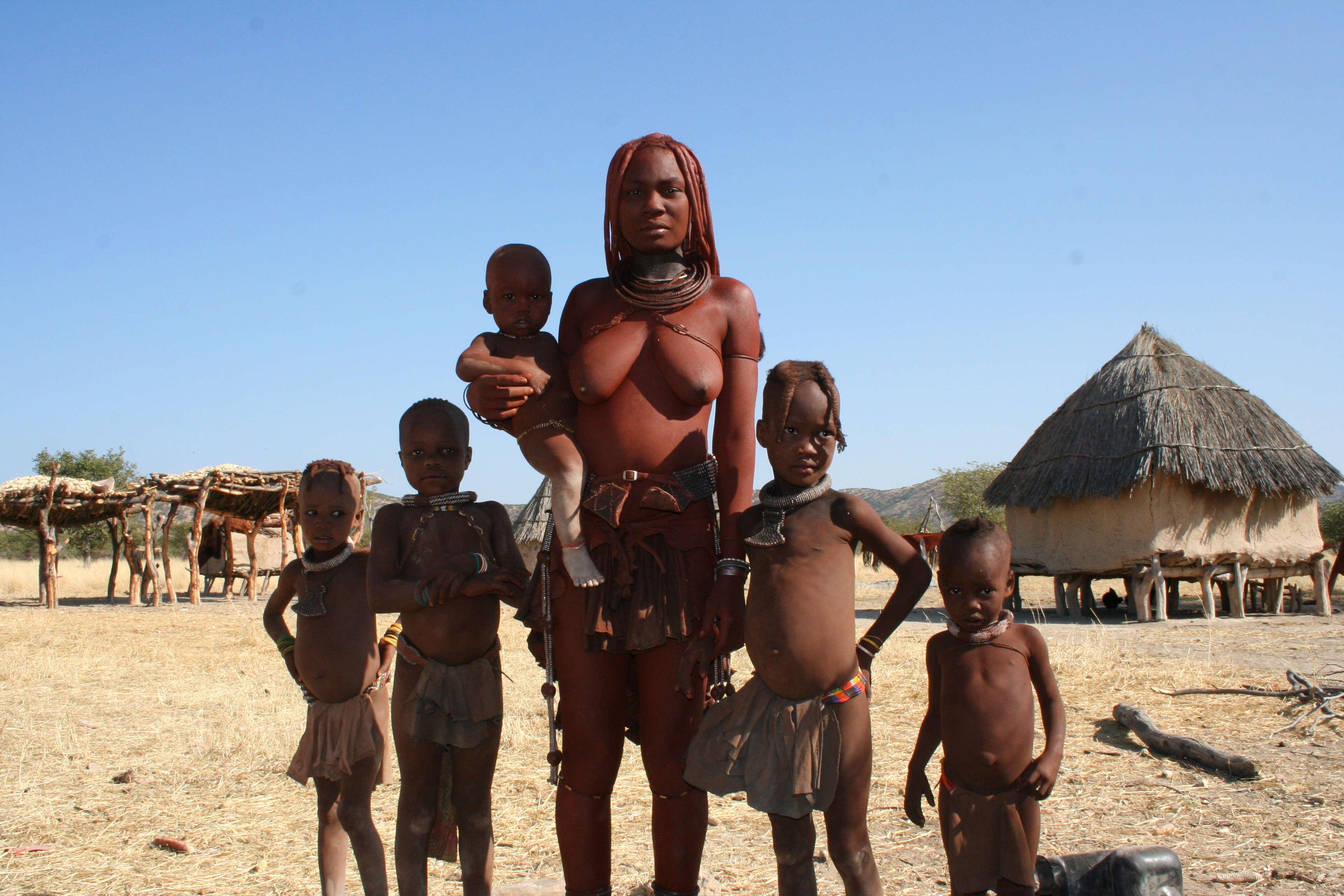
Família do povo himba.

A Namíbia tem a segunda menor densidade populacional em relação a qualquer outro país soberano, atrás apenas da Mongólia. A maioria da população é de origem de falantes da língua bantu (na maior parte da etnia ovambo, que constitui cerca de metade da população) que residem principalmente no norte do país, embora muitos estão agora residente em cidades por toda a Namíbia. Outros grupos étnicos são as pessoas hereró e himba, que falam uma língua semelhante, além dos damaras e namas.
Além da maioria bantu, existem grandes grupos coissãs (como namas e sãs), que são descendentes dos habitantes originais da África Austral. O país também contém alguns descendentes de refugiados de Angola. Há também dois pequenos grupos de pessoas com origens raciais diversas, chamados "mestiços" e "basters", que juntos compõem 8%. Há uma grande minoria chinesa na Namíbia.
Brancos (principalmente de origem alemã, africâner, britânica e portuguesa) constituem cerca de 7% da população. Embora a percentagem de brancos entre a população esteja diminuindo devido à emigração, eles ainda formam a segunda maior população de ascendência europeia, tanto em termos de percentagem quanto em números reais, da África subsaariana, depois da África do Sul. A maioria dos brancos da Namíbia e quase todos os mestiços falam africâner e compartilham origens, cultura e religião semelhantes como as das populações brancas e negras da África do Sul. Uma pequena proporção de brancos (cerca de 30 mil) encontram as suas origens familiares diretamente nos primeiros colonos alemães e mantém instituições culturais e educacionais alemãs. Quase todos os colonos portugueses chegaram ao país da ex-colônia portuguesa de Angola. O censo de 1960 relatou 526 004 pessoas no que era o então Sudoeste Africano, incluindo 73.464 brancos (14%).

### Línguas
Desde 1991, o inglês é a única língua oficial, embora apenas cerca de 3% da população fale o idioma como língua materna. A sua aplicação é focada na função pública e na educação.
Até 1990, o alemão e africâner também eram línguas oficiais. Muito antes da independência da Namíbia da África do Sul, a Organização do Povo do Sudoeste Africano (SWAPO) defendia que o país devia se tornar oficialmente monolíngue, em contraste com a de sua vizinha África do Sul, que concedeu a todas as suas 11 principais línguas o estatuto oficial, o que era visto como "uma política deliberada de fragmentação etnolinguística". Por conseguinte, SWAPO instituiu o inglês como a única língua oficial da Namíbia. Algumas outras linguagens têm recebido um reconhecimento semioficial, por serem permitidas como meio de instrução nas escolas primárias. Espera-se que as escolas privadas sigam a mesma política que escolas públicas, sendo o "idioma Inglês" uma disciplina obrigatória.
Metade de todos os namibianos falam oshiwambo como sua primeira língua, ao passo que a língua mais amplamente entendida e falada é o africâner. Entre a geração mais jovem, o inglês está rapidamente ganhando espaço. O africâner e o inglês são usados principalmente como segunda língua, reservados para comunicação pública, mas pequenos grupos os usam como primeira língua em todo o país. O português foi adicionado como uma segunda língua ensinada nas escolas.
Segundo o censo de 2011, as línguas mais comuns são oshiwambo (a língua mais falada por 49% dos agregados familiares), nama/damara (11,3%), africâner (10,4%), kavango (9%) e herero (9%).
| Religião               |                        |  | Porcentagem |     |
| Luteranismo            | Luteranismo            |  | 50%         | 50% |
| Outros cristãos        | Outros cristãos        |  | 30%         | 30% |
| Religiões tradicionais | Religiões tradicionais |  | 10%         | 10% |
| Sem religião           | Sem religião           |  | 7%          | 7%  |
| Islã                   | Islã                   |  | 3%          | 3%  |

Embora a língua oficial seja o inglês, a maioria da população branca fala alemão ou africâner. Ainda hoje, após o fim da era colonial alemã, a língua alemã desempenha um papel de liderança como uma linguagem comercial. Enquanto o africâner é falado por 60% da comunidade branca, o alemão é falado por 32% e o inglês por 7%. A proximidade geográfica com Angola explica o número relativamente elevado de falantes de português; estimativas de 2011, apontavam que existiam mais de 100 mil lusófonos no país, ou seja cerca 4-5% da população total.

### Religião
Entre 80% a 90% da população da Namíbia segue o cristianismo, sendo que pelo menos 50% destes são luteranos. Entre 10% e 20% da população têm crenças tradicionais.
O trabalho missionário durante os anos 1800 atraiu muitos namibianos ao cristianismo. Embora a maioria dos cristãos do país sejam luteranos, também há católicos, metodista, anglicana, neerlandeses reformados, os cristãos da Renânia e mórmons (Igreja de Jesus Cristo dos Santos dos Últimos Dias).
O país é o lar de uma pequena comunidade judaica de cerca de 100 membros.

## Política

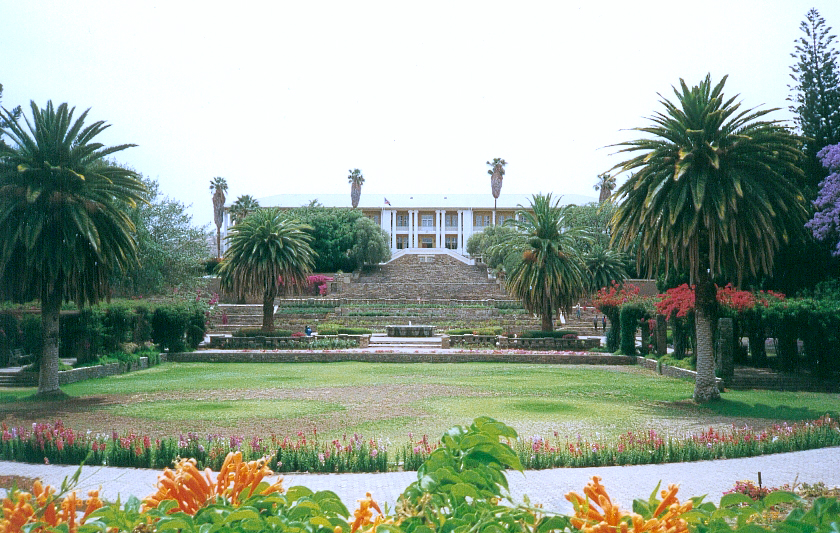
O Parlamento da Namíbia.

A Namíbia é uma democracia presidencialista, em que o governo é eleito a cada 5 anos.
O parlamento é bicameral, formado por:
- Conselho Nacional (National Council), com 26 assentos ocupados por dois membros escolhidos de cada Conselho Regional para mandatos de 6 anos;
- Assembleia Nacional com 78 lugares, dos quais 72 são eleitos e 6 sem direito a voto, escolhidos pelo presidente; todos têm mandatos de 5 anos.

### Disputas internacionais
A Namíbia está envolvida em diversas disputas internacionais menores, incluindo:
- Disputas residuais pequenas com Botsuana ao longo do Faixa de Caprivi, incluindo as regiões pantanosas de Situngu e especificamente a ilha de Kasikili ou de Sedudu;
- Uma disputa dormente sobre os limites territoriais de Namíbia, Botsuana, Zâmbia e Zimbábue;
- Disputa sobre os rebeldes angolanos e refugiados na Namíbia.

### Forças armadas

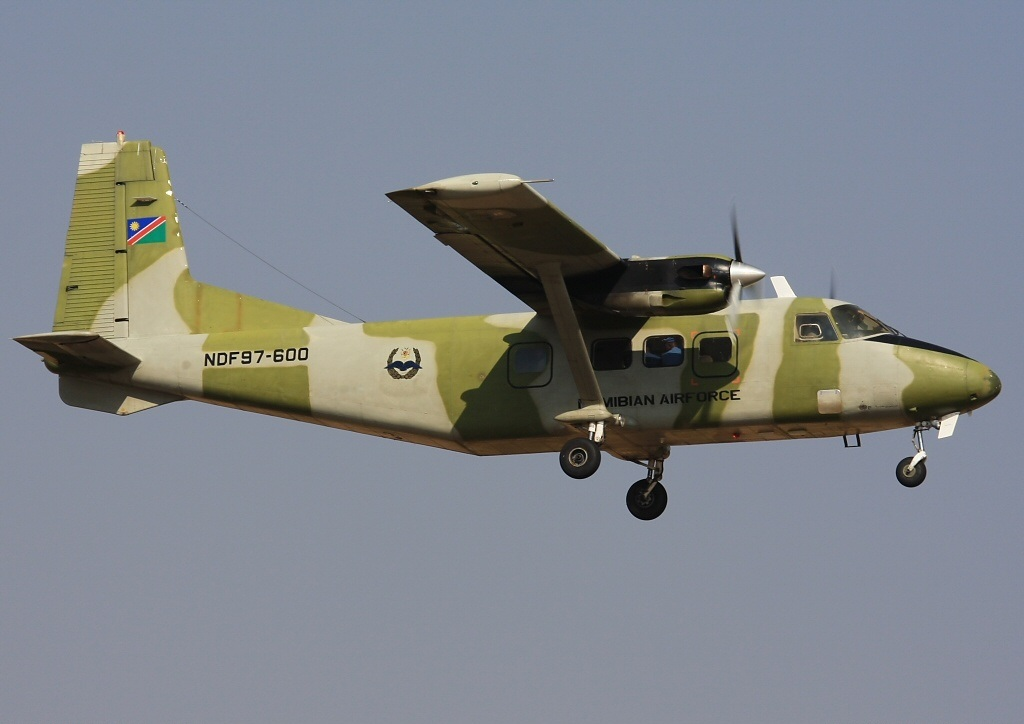
Harbin Y-12 da Força Aérea da Namíbia.

A Namíbia não possui nenhum inimigo, mas consistentemente gasta mais em percentagem do PIB com suas forças armadas que todos os seus vizinhos, exceto a Angola. A despesa militar aumentou de 2,7% do PIB em 2000 para 3,7% em 2009. Entre 2006 e 2008, a Namíbia passou a ser um dos principais importadores de armas na África Subsaariana. A constituição da Namíbia definiu o papel dos militares como de "defesa do território e dos interesses nacionais". O país formou a Força de Defesa da Namíbia (FDN) em 1990, ano de sua independência.
O Grupo de Assistência Transitória das Nações Unidas (UNTAG), através do batalhão de infantaria queniana, permaneceu na Namíbia por três meses após a independência para ajudar a treinar as forças armadas e estabilizar o norte. De acordo com o Ministério da Defesa da Namíbia, o número de alistamentos de homens e mulheres não supera os 7 500 por ano.

## Subdivisões
A Namíbia está subdividida em 13 regiões:
1. Caprivi
2. Erongo
3. Hardap
4. Karas
5. Kavango
6. Khomas
7. Kunene
8. Ohangwena
9. Omaheke
10. Omusati
11. Oshana
12. Oshikoto
13. Otjozondjupa

## Economia

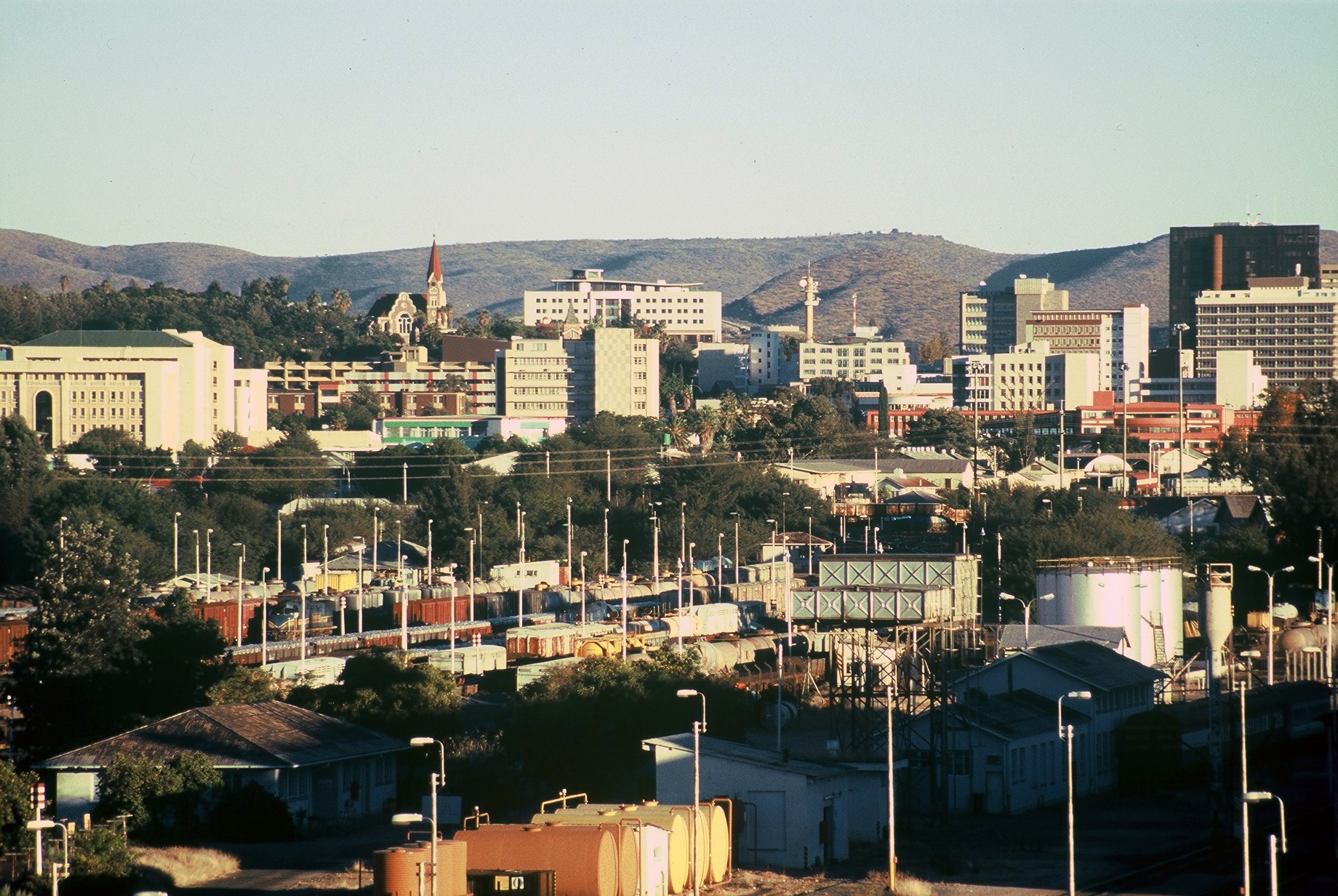
Centro financeiro de Vinduque.

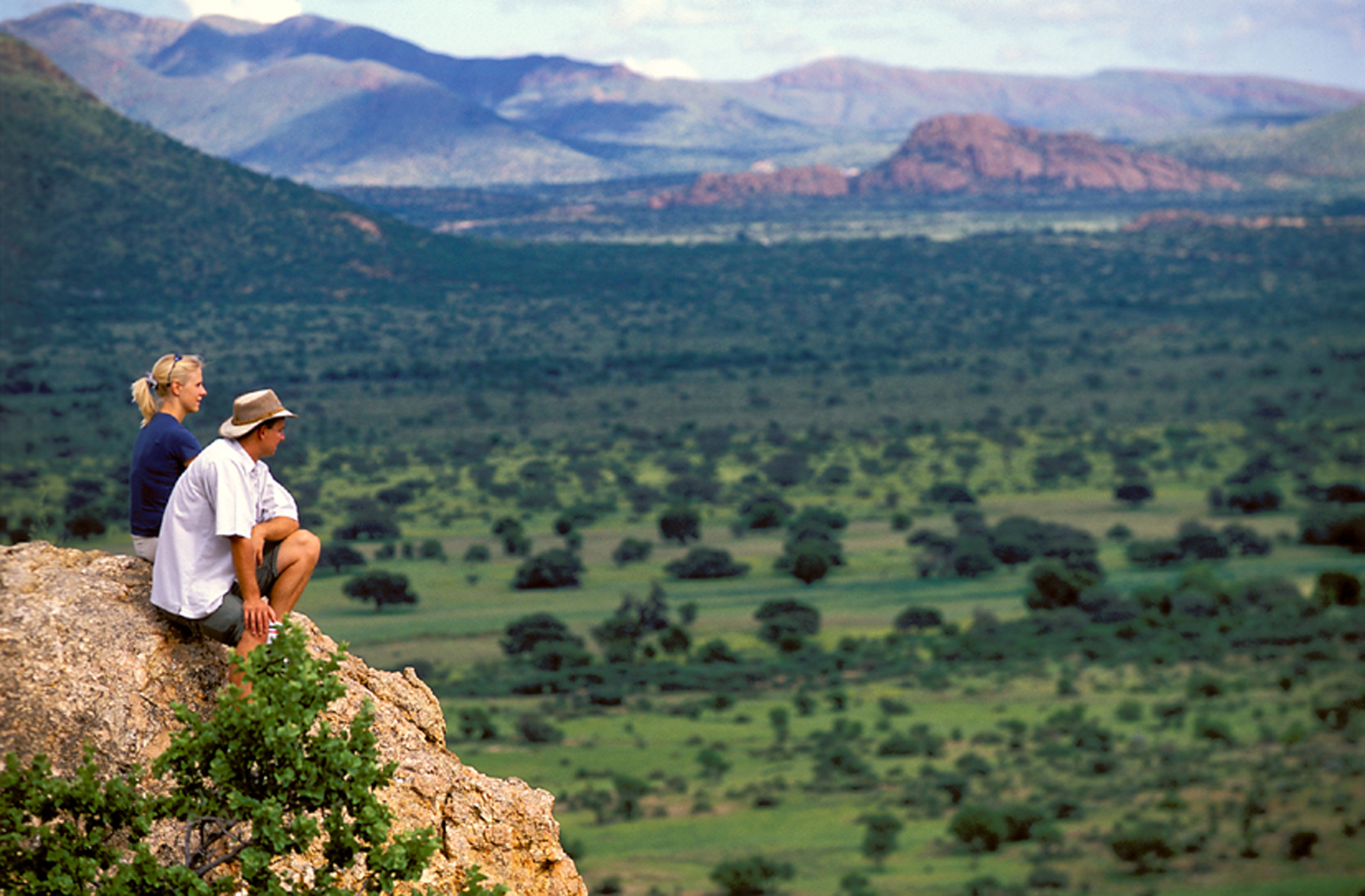
Reserva natural privada de Gocheganas.

A base da economia da Namíbia está na extração e processamento de minerais. A mineração compreende 20% do PIB do país e faz da Namíbia o quarto maior exportador de minerais não combustíveis da África e o quinto maior produtor de urânio do mundo.
Aproximadamente metade da população depende da agricultura para viver, dos quais a maior parte pratica a chamada agricultura de subsistência. Embora o PIB per capita da Namíbia, cerca de 4 500 USD (2005), seja cinco vezes maior do que a média dos países mais pobres da África, a maioria do povo da Namíbia vive na pobreza, principalmente por causa do desemprego em grande escala e da má distribuição de renda, fazendo com que a maior parte do poder econômico esteja nas mãos da minoria branca. A Namíbia possui a pior distribuição de renda do mundo. Seu coeficiente de Gini é de 0,70 (2003).

### Turismo
A Namíbia geralmente atrai ecoturistas a maioria para experimentar os climas diferentes e variados, além das paisagens geográficas naturais como o Deserto do Kalahari e as planícies orientais. Nestes lugares existem alojamentos e reservas para que os turistas passem a noite bem acomodados.
A Namíbia é também um destino comum para os interessados na caça esportiva. Fora das reservas e de parques ambientais a caça é permitida e geralmente ocorre em latifúndios de colonos de origem europeia, principalmente de origem alemã. A carne de caça é muito apreciada na Namíbia, sendo servida em restaurantes locais ou consumida diretamente pelos próprios caçadores.

## Infraestrutura

### Educação
A educação na Namíbia é gratuita para os níveis de ensino primário e secundário. As séries iniciais (1º ao 7º ano) pertencem ao nível primário, com as demais séries (8º ao 12º ano) integrando o ensino secundário. Em 1998, havia 400 325 alunos namibianos na escola primária e 115 237 alunos nas escolas secundárias. O rácio aluno-professor em 1999 foi estimado em 32:1, com cerca de 3,1% do Produto interno bruto (PIB) sendo destinado a despesas e investimentos na educação pública. O desenvolvimento do currículo escolar, a pesquisa educacional e o desenvolvimento profissional dos professores são organizados centralmente pelo Instituto Nacional para o Desenvolvimento Educacional (NIED) em Okahandja.
A taxa de alfabetização no país, entre pessoas acima de 15 anos de idade, é de 91,5%, sendo um dos maiores índices em toda a África. A alfabetização é maior entre os homens (91,6%) do que entre mulheres (91,4%).

## Cultura

### Esportes

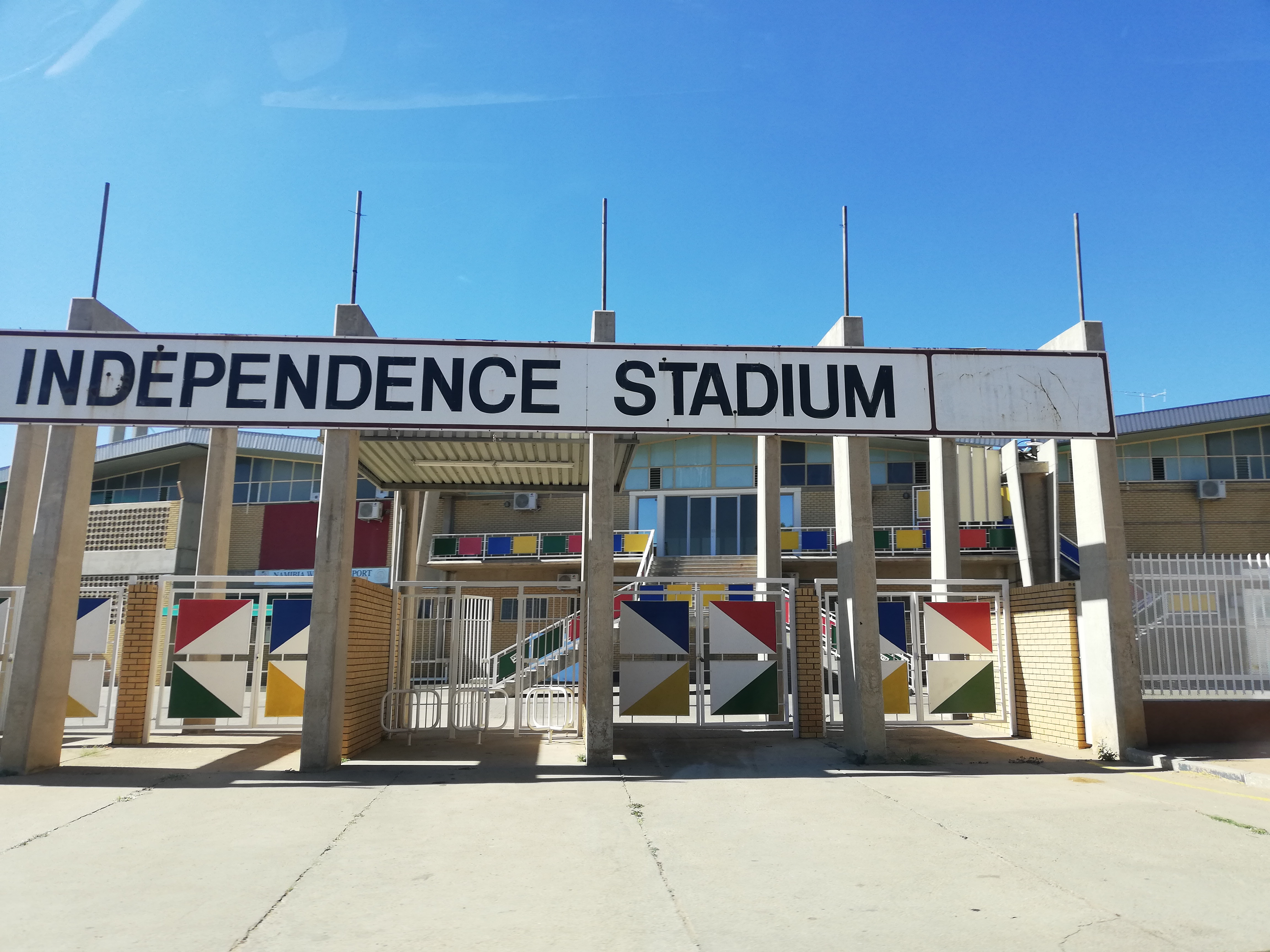
Estádio da Independência em Vinduque.

O esporte mais popular na Namíbia é o futebol. A Seleção Namibiana de Futebol se classificou para as edições de 1998, 2008 e 2019 da Copa das Nações Africanas, mas ainda não se classificou para a Copa do Mundo FIFA.
A equipe nacional de melhores resultados é a Seleção Namibiana de Rugby, tendo competido em seis Copas do Mundo de Rugby separadas. O críquete também é popular, com a seleção nacional se classificando para a Copa do Mundo de Críquete de 2003 e a Copa do Mundo De Críquete Twenty20 de 2020.
O atleta mais famoso da Namíbia é Frankie Fredericks, velocista nos eventos de 100 e 200 m. Ele ganhou quatro medalhas olímpicas de prata (1992, 1996) e também possui medalhas em vários campeonatos mundiais de atletismo. O boxeador Julius Indongo é o campeão mundial unificado da WBA, IBF e IBO na divisão de meios leves.